# Musée norvégien du pétrole
Le Musée norvégien du pétrole (en norvégien : Norsk Oljemuseum) a été ouvert le 20 mai 1999. L'architecture inhabituelle a fait du musée un point de repère dans le Port de Stavanger. Vu de la mer, le musée ressemble à une petite plate-forme pétrolière. Il se concentre sur l'activité d’extraction de pétrole en mer, particulièrement en Mer du Nord. Une exposition montre comment le pétrole a été découvert, et comment il est produit et extrait.

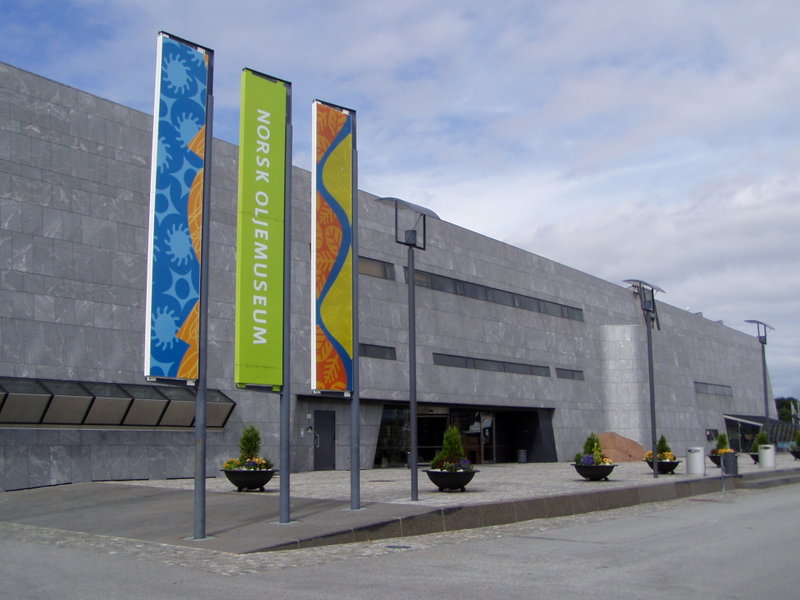
Entrée du musée
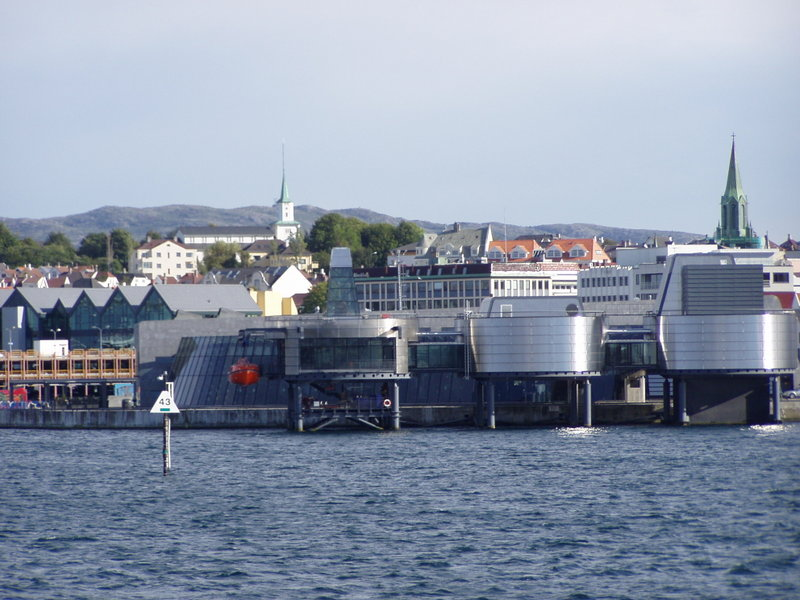
Le musée vu depuis la mer
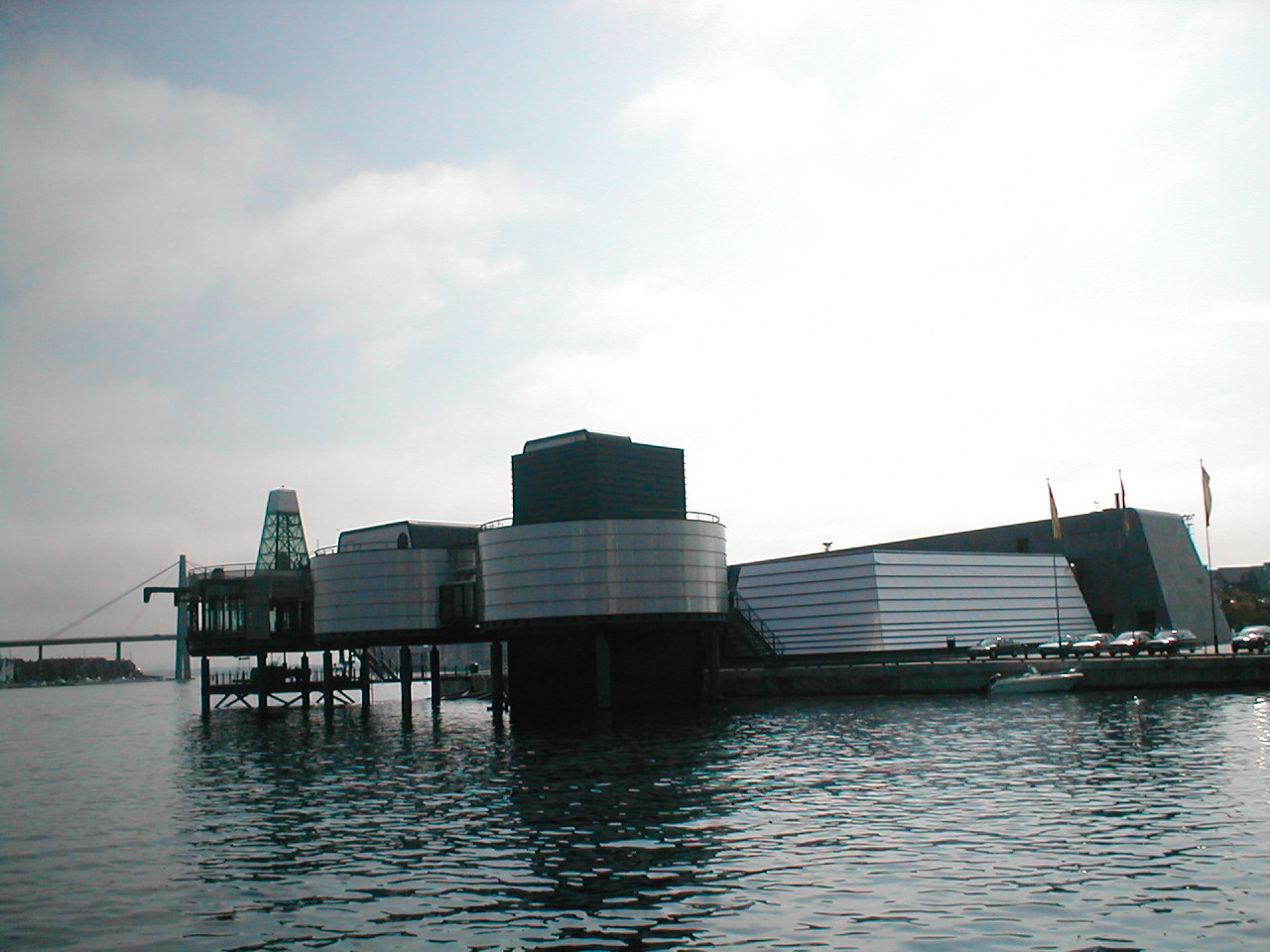
Le musée vu depuis le port